# Чермошнянка
Чермошнянка (каз. Чермошнянка) — село в Тайыншинском районе Северо-Казахстанской области Казахстана. Административный центр Чермошнянского сельского округа. Код КАТО — 596069100.

## Население
В 1999 году население села составляло 1016 человек (495 мужчин и 521 женщина). По данным переписи 2009 года в селе проживало 824 человека (394 мужчины и 430 женщин).

## Известные жители и уроженцы
- Бабкин, Роман Алексеевич (1909 — ?) — Герой Социалистического Труда.